# Pršleti
Pršleti – wieś w Chorwacji, w żupanii primorsko-gorskiej, w mieście Čabar. W 2011 roku pozostawała niezamieszkana.